# Comberanche-et-Épeluche
Comberanche-et-Épeluche est une commune française située dans le département de la Dordogne, en région Nouvelle-Aquitaine.

## Géographie

### Généralités
Dans le quart nord-ouest du département de la Dordogne, en Ribéracois, la commune de Comberanche-et-Épeluche est arrosée au sud et au sud-ouest par la Dronne. C'est une commune rurale qui fait partie de l'aire d'attraction de Ribérac, zonage d’étude défini par l'Insee, qui a remplacé en 2020 l'aire urbaine de Ribérac qui n'incluait pas la commune.
La mairie de Comberanche-et-Épeluche — implantée entre les deux bourgs — est située, en distances orthodromiques, cinq kilomètres et demi au nord-ouest du centre-ville de Ribérac. Le bourg d'Épeluche se trouve à un kilomètre au sud-est de celui de Comberanche.
La commune est desservie à l'ouest par la route départementale (RD) 100 mais elle est accessible principalement en dehors du territoire communal, soit par la route départementale RD 20 au sud ou au sud-ouest, soit par la RD 709 à l'est ou au nord-est.

### Communes limitrophes
Comberanche-et-Épeluche est limitrophe de quatre autres communes dont Ribérac au sud-est sur 650 mètres.
|               |                         | Allemans |
| Bourg-du-Bost | Comberanche-et-Épeluche |          |
|               | Vanxains                | Ribérac  |

### Géologie et relief

#### Géologie
Situé sur la plaque nord du Bassin aquitain et bordé à son extrémité nord-est par une frange du Massif central, le département de la Dordogne présente une grande diversité géologique. Les terrains sont disposés en profondeur en strates régulières, témoins d'une sédimentation sur cette ancienne plate-forme marine. Le département peut ainsi être découpé sur le plan géologique en quatre gradins différenciés selon leur âge géologique. Comberanche-et-Épeluche est située dans le troisième gradin à partir du nord-est, un plateau formé de calcaires hétérogènes du Crétacé.
Les couches affleurantes sur le territoire communal sont constituées de formations superficielles du Quaternaire datant du Cénozoïque et de roches sédimentaires du Mésozoïque. La formation la plus ancienne, notée c5c, date du Campanien 3, une alternance de marnes à glauconie et de calcaires crayo-marneux jaunâtres. La formation la plus récente, notée CFvs, fait partie des formations superficielles de type colluvions carbonatées de vallons secs : sable limoneux à débris calcaires et argile sableuse à débris. Le descriptif de ces couches est détaillé dans  la feuille « no 757 - Ribérac » de la carte géologique au 1/50 000 de la France métropolitaine, et sa notice associée.

Carte géologique de Comberanche-et-Épeluche.

#### Relief et paysages
Le département de la Dordogne se présente comme un vaste plateau incliné du nord-est (491 m, à la forêt de Vieillecour dans le Nontronnais, à Saint-Pierre-de-Frugie) au sud-ouest (2 m à Lamothe-Montravel). L'altitude du territoire communal varie quant à elle entre 50 m à l'extrême ouest, là où la Dronne quitte la commune et sert de limite entre celles d'Allemans et de Bourg-du-Bost, et 120 m à l'extrême est, au nord-ouest lieu-dit Clermont, en limite de la commune d'Allemans.
Dans le cadre de la Convention européenne du paysage entrée en vigueur en France le 1er juillet 2006, renforcée par la loi du 8 août 2016 pour la reconquête de la biodiversité, de la nature et des paysages, un atlas des paysages de la Dordogne a été élaboré sous maîtrise d’ouvrage de l’État et publié en octobre 2020. Les paysages du département s'organisent en huit unités paysagères et 14 sous-unités. La commune est dans le Ribéracois, une région naturelle possédant un relief vallonné avec des altitudes moyennes comprises autour des 130-160 m, sculpté par la Dronne et ses nombreux affluents. Les paysages sont ondulés de grandes cultures dont les vastes horizons contrastent avec les paysages plus cloisonnés de la Dordogne,.
La superficie cadastrale de la commune publiée par l'Insee, qui sert de référence dans toutes les statistiques, est de 3,93 km2,,. La superficie géographique, issue de la BD Topo, composante du Référentiel à grande échelle produit par l'IGN, est quant à elle de 3,98 km2.

### Hydrographie

#### Réseau hydrographique
La commune est située dans le bassin de la Dordogne au sein du Bassin Adour-Garonne. Elle est drainée par la Dronne, l'atier (ou astier) de Comberanche, et par divers petits cours d'eau, qui constituent un réseau hydrographique de 10 km de longueur totale,.
La Dronne, d'une longueur totale de 200,6 km, prend sa source dans la Haute-Vienne dans la commune de Bussière-Galant et se jette  en rive droite de l'Isle en limite de Sablons et de Coutras en Gironde, après avoir traversé 54 communes. Elle traverse le territoire communal sur plus de quatre kilomètres du sud-est à l'ouest, formant plusieurs bras et lui servant de limite naturelle sur trois kilomètres et demi au sud-est, au sud-ouest et à l'ouest face à Ribérac et Bourg-du-Bost.
Long de près de deux kilomètres, l'atier de Comberanche est un bras de la Dronne en rive droite sur lequel s'est établi le moulin de Comberanche.

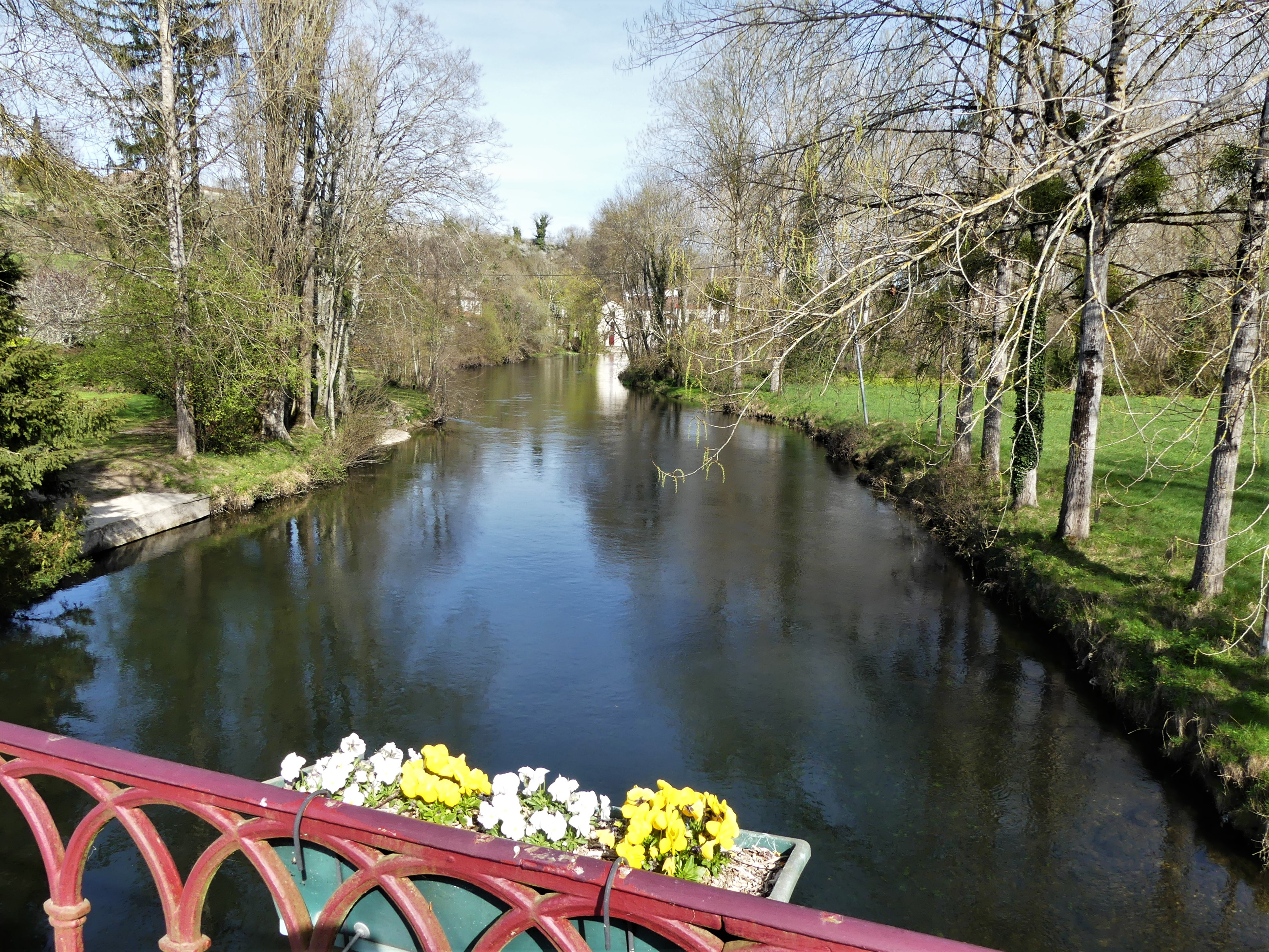
La Dronne à Épeluche (vue en direction de l'amont).
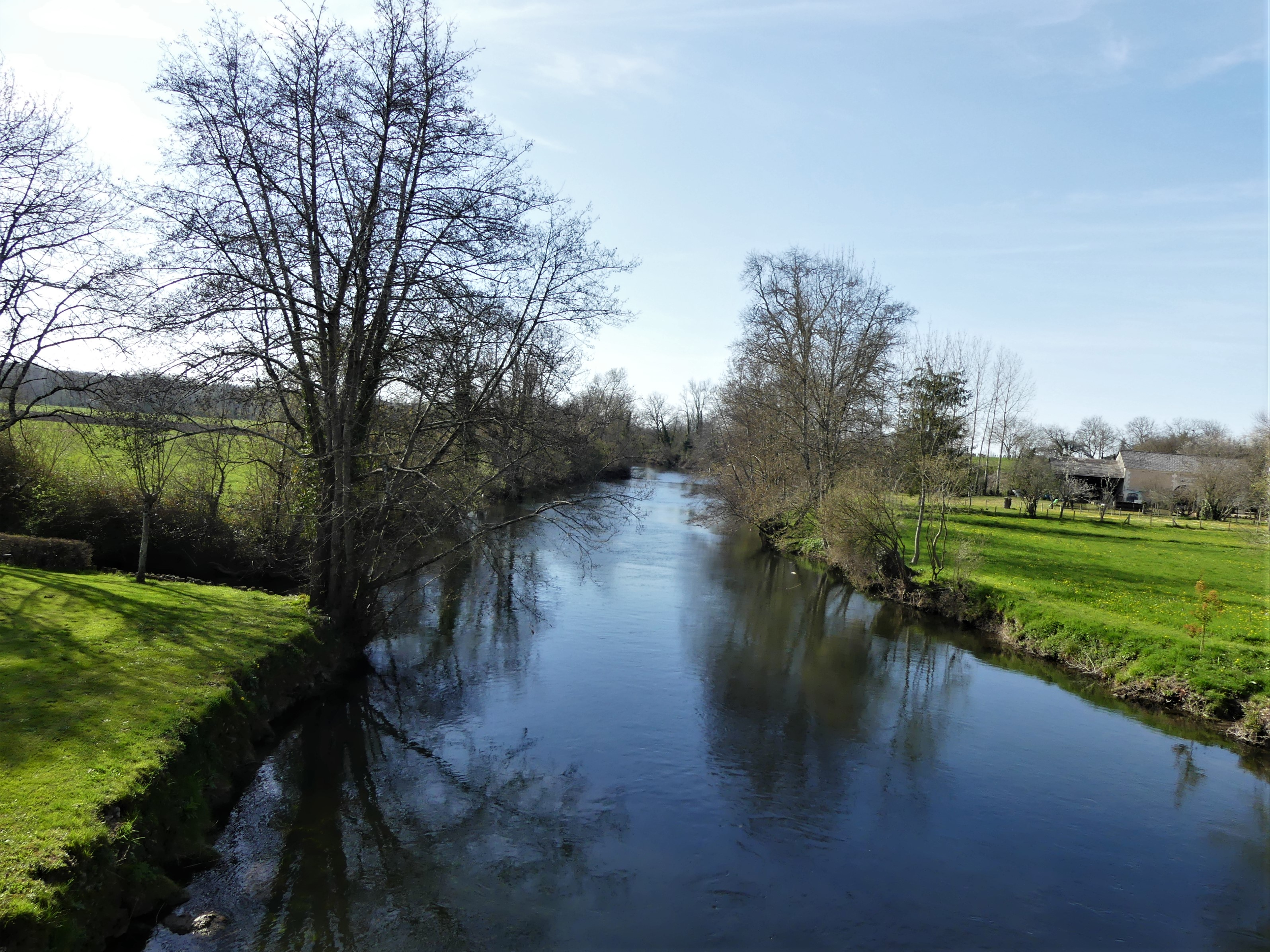
Idem (vue en direction de l'aval).
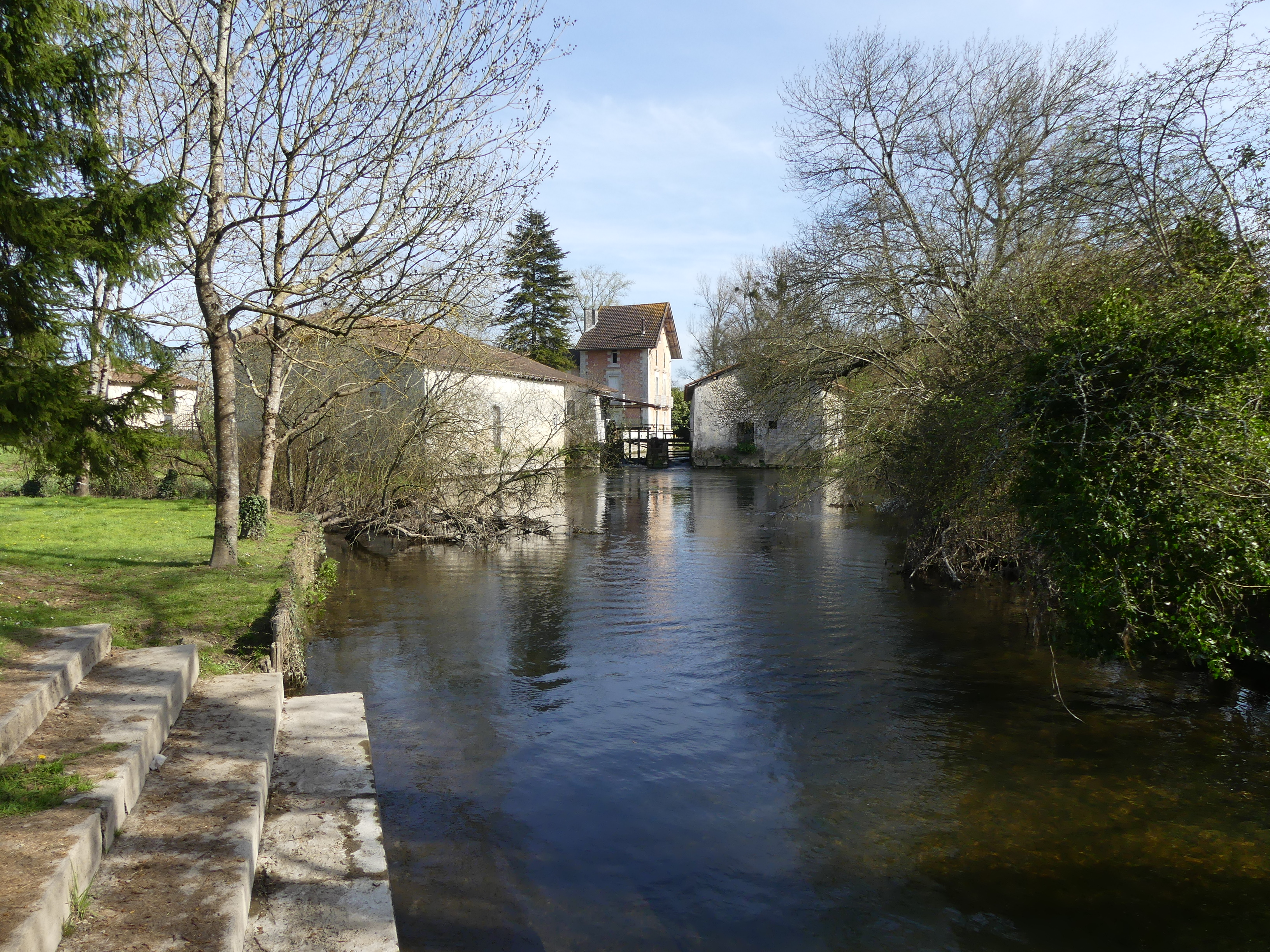
L'atier de Comberanche (bras de la Dronne) au moulin de Comberanche.
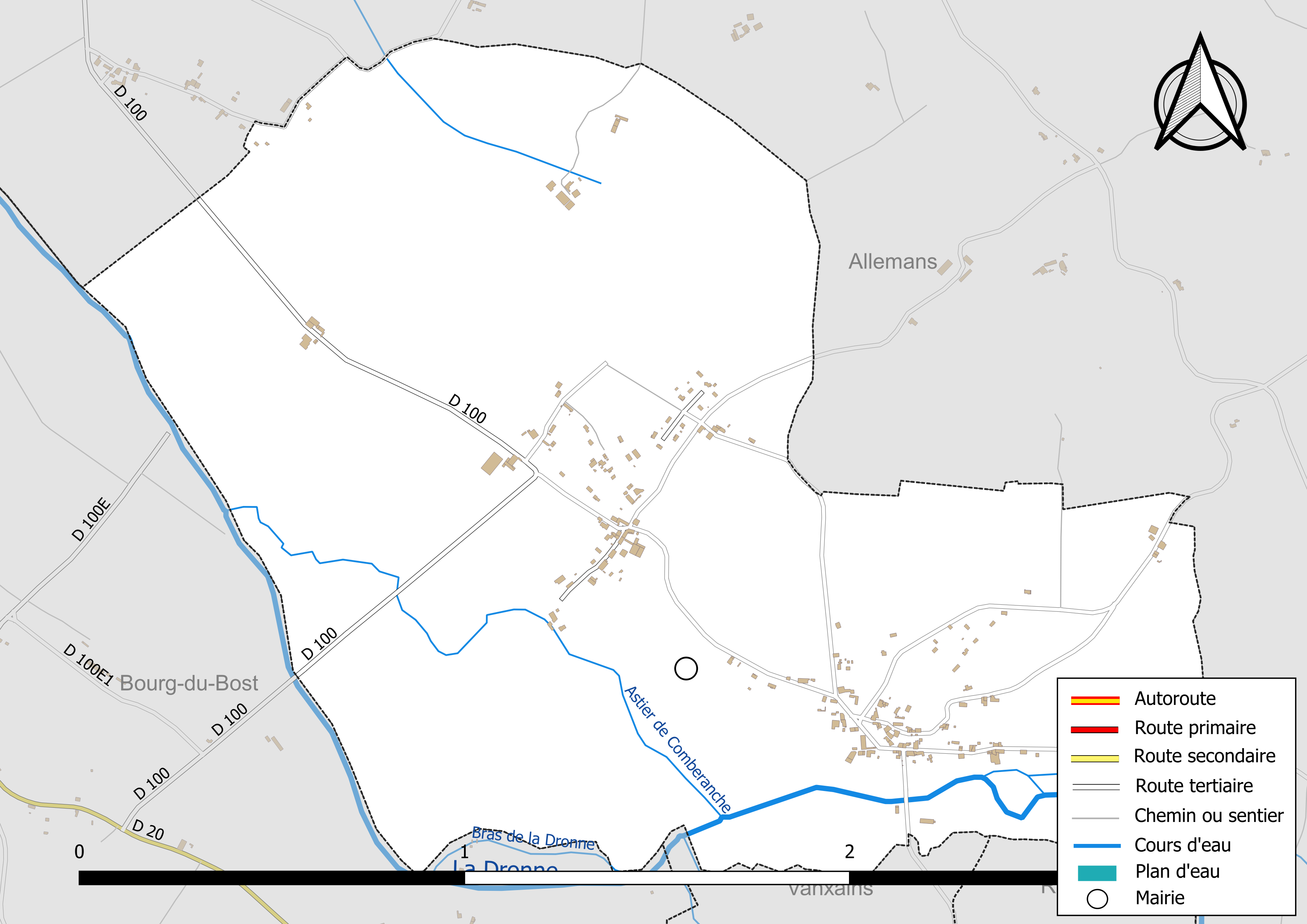
Réseaux hydrographique et routier de Comberanche-et-Épeluche.

#### Gestion et qualité des eaux
Le territoire communal est couvert par le schéma d'aménagement et de gestion des eaux (SAGE) « Isle - Dronne ». Ce document de planification, dont le territoire regroupe les bassins versants de l'Isle et de la Dronne, d'une superficie de 7 500 km2, a été approuvé le 2 août 2021. La structure porteuse de l'élaboration et de la mise en œuvre est l'établissement public territorial de bassin de la Dordogne (EPIDOR). Il définit sur son territoire les objectifs généraux d’utilisation, de mise en valeur et de protection quantitative et qualitative des ressources en eau superficielle et souterraine, en respect des objectifs de qualité définis dans le troisième SDAGE  du Bassin Adour-Garonne qui couvre la période 2022-2027, approuvé le 10 mars 2022.
La qualité des eaux de baignade et des cours d’eau peut être consultée sur un site dédié géré par les agences de l’eau et l’Agence française pour la biodiversité.

### Climat
Pour des articles plus généraux, voir Climat de la Nouvelle-Aquitaine et Climat de la Dordogne.
Historiquement, la commune est exposée à un climat océanique aquitain.
En 2020, Météo-France publie une typologie des climats de la France métropolitaine dans laquelle la commune est dans une zone de transition entre le climat océanique et le climat océanique altéré et est dans la région climatique  Aquitaine, Gascogne, caractérisée par une pluviométrie abondante au printemps, modérée en automne, un faible ensoleillement au printemps, un été chaud (19,5 °C), des vents faibles, des brouillards fréquents en automne et en hiver et des orages fréquents en été (15 à 20 jours).
Pour la période 1971-2000, la température annuelle moyenne est de 12,5 °C, avec  une amplitude thermique annuelle de 14,9 °C. Le cumul annuel moyen de précipitations est de 861 mm, avec 11 jours de précipitations en janvier et 7,3 jours en juillet. Pour la période 1991-2020, la température moyenne annuelle observée sur la station météorologique la plus proche, située sur la commune de Saint-Martin-de-Ribérac à 8 km à vol d'oiseau, est de 13,5 °C et le cumul annuel moyen de précipitations est de 916,6 mm,. Pour l'avenir, les paramètres climatiques de la commune estimés pour 2050 selon différents scénarios d’émission de gaz à effet de serre sont consultables sur un site dédié publié par Météo-France en novembre 2022.

## Urbanisme

### Typologie
Au 1er janvier 2024, Comberanche-et-Épeluche est catégorisée commune rurale à habitat dispersé, selon la nouvelle grille communale de densité à 7 niveaux définie par l'Insee en 2022.
Elle est située hors unité urbaine. Par ailleurs la commune fait partie de l'aire d'attraction de Ribérac, dont elle est une commune de la couronne,. Cette aire, qui regroupe 24 communes, est catégorisée dans les aires de moins de 50 000 habitants,.

### Occupation des sols
L'occupation des sols de la commune, telle qu'elle ressort de la base de données européenne d’occupation biophysique des sols Corine Land Cover (CLC), est marquée par l'importance des territoires agricoles (94,1 % en 2018), une proportion identique à celle de 1990 (94,1 %). La répartition détaillée en 2018 est la suivante : 
zones agricoles hétérogènes (34,7 %), terres arables (34,2 %), prairies (25,2 %), forêts (5,9 %). L'évolution de l’occupation des sols de la commune et de ses infrastructures peut être observée sur les différentes représentations cartographiques du territoire : la carte de Cassini (XVIIIe siècle), la carte d'état-major (1820-1866) et les cartes ou photos aériennes de l'IGN pour la période actuelle (1950 à aujourd'hui).

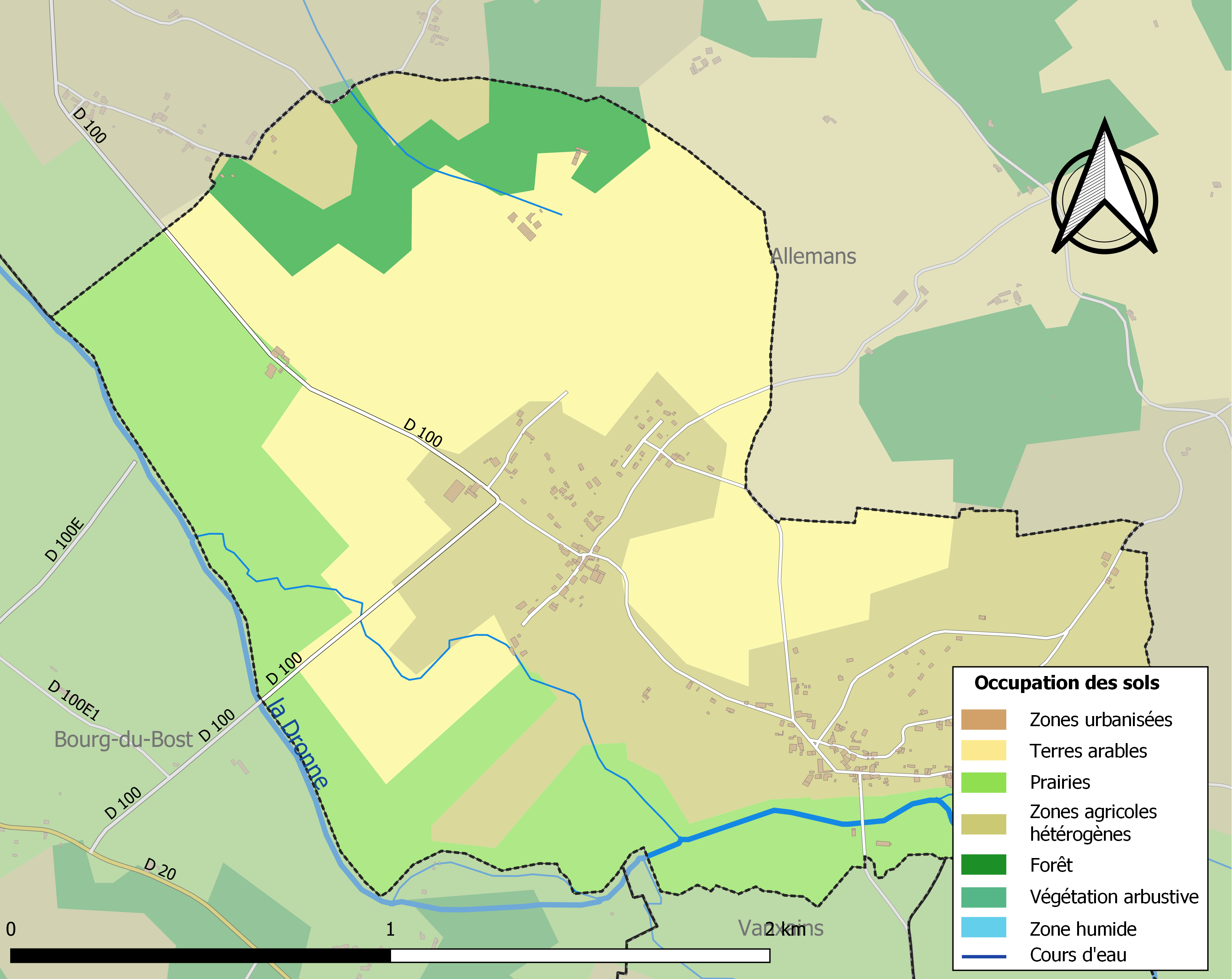
Carte des infrastructures et de l'occupation des sols de la commune en 2018 (CLC).

### Villages, hameaux et lieux-dits
Outre les petits bourgs de Comberanche et d’Épeluche proprement dits, le territoire se compose de quelques autres hameaux, ainsi que de lieux-dits :
- Bernichou
- Au Claud
- Clermont
- les Combes
- le Fraysse
- la Marronie
- la Massinie
- Mayac
- les Maynettes
- Chez Peuchaud
- la Prairie
- les Versannes
- la Vigerie.

### Prévention des risques
Le territoire de la commune de Comberanche-et-Épeluche est vulnérable à différents aléas naturels : météorologiques (tempête, orage, neige, grand froid, canicule ou sécheresse), inondations, feux de forêts, mouvements de terrains et séisme (sismicité faible). Un site publié par le BRGM permet d'évaluer simplement et rapidement les risques d'un bien localisé soit par son adresse soit par le numéro de sa parcelle.
Certaines parties du territoire communal sont susceptibles d’être affectées par le risque d’inondation par débordement de cours d'eau, notamment la Dronne. La commune a été reconnue en état de catastrophe naturelle au titre des dommages causés par les inondations et coulées de boue survenues en 1982, 1983, 1993, 1999, 2003 et 2009,.
Comberanche-et-Épeluche est exposée au risque de feu de forêt. L’arrêté préfectoral du 14 mars 2013 fixe les conditions de pratique des incinérations et de brûlage dans un objectif de réduire le risque de départs d’incendie. À ce titre, des périodes sont déterminées : interdiction totale du 15 février au 15 mai et du 15 juin au 15 octobre, utilisation réglementée du 16 mai au 14 juin et du 16 octobre au 14 février. En septembre 2020, un plan inter-départemental de protection des forêts contre les incendies (PidPFCI) a été adopté pour la période 2019-2029,.

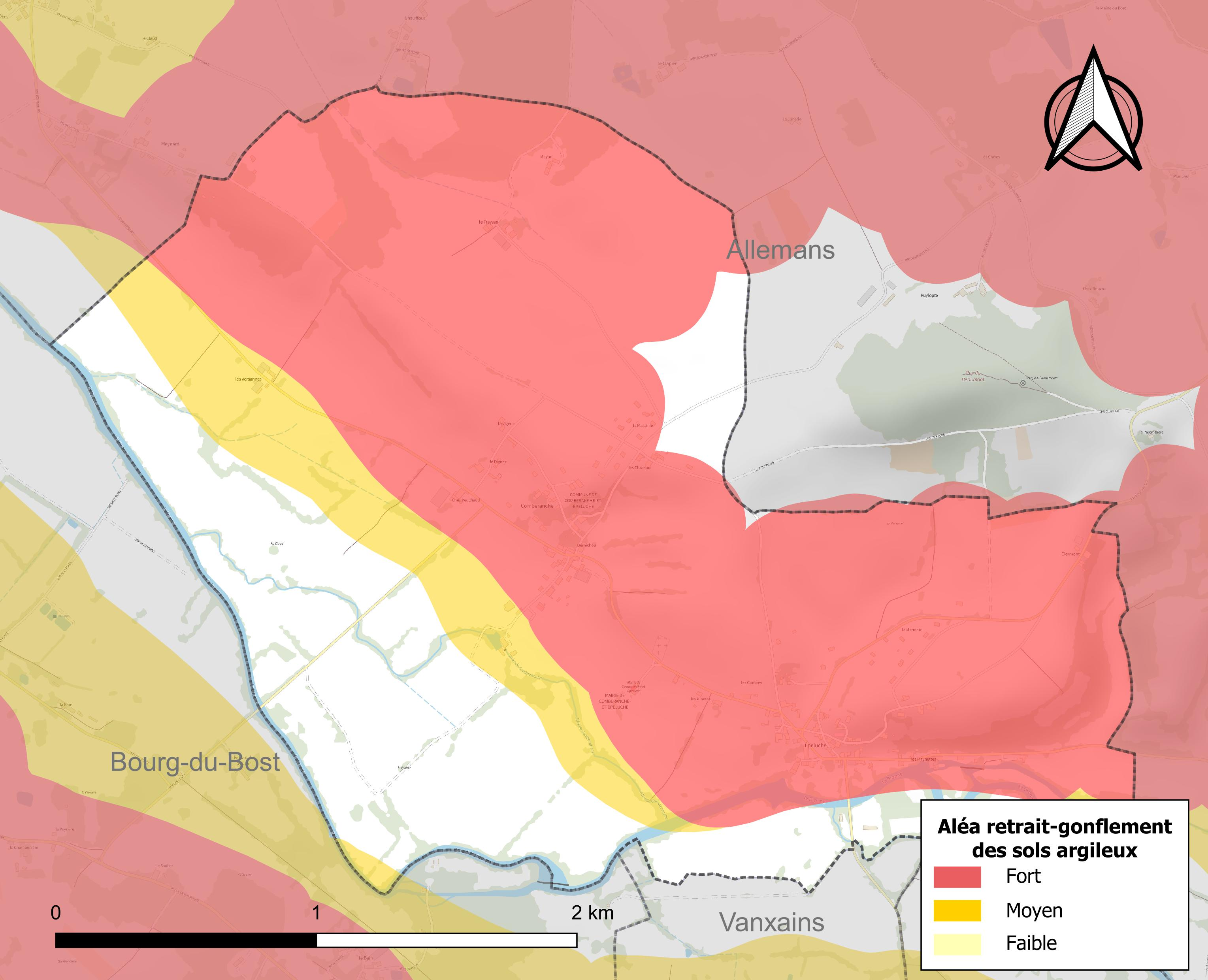
Carte des zones d'aléa retrait-gonflement des sols argileux de Comberanche-et-Épeluche.

Les mouvements de terrains susceptibles de se produire sur la commune sont des tassements différentiels. Le retrait-gonflement des sols argileux est susceptible d'engendrer des dommages importants aux bâtiments en cas d’alternance de périodes de sécheresse et de pluie. 73,7 % de la superficie communale est en aléa moyen ou fort (58,6 % au niveau départemental et 48,5 % au niveau national métropolitain). Depuis le 1er octobre 2020, en application de la loi ÉLAN, différentes contraintes s'imposent aux vendeurs, maîtres d'ouvrages ou constructeurs de biens situés dans une zone classée en aléa moyen ou fort,.
La commune a été reconnue en état de catastrophe naturelle au titre des dommages causés par la sécheresse en 1989, 1992, 2005 et 2011 et par des mouvements de terrain en 1999.

## Toponymie
La première mention écrite connue d'Épeluche date de 1109 dans le cartulaire de l'abbaye d'Uzerche, sous la forme Speluca, à laquelle ont succédé Spelucha relevé dans un pouillé au XIIIe siècle, Castrum d'Espelucha en 1226, Vicecomitatus de Speluchia, Espeluchia dans le cartulaire de l'abbaye de La Sauve-Majeure, Plucha en 1365 et Eypeluche en 1760. Sur la carte de Cassini représentant la France entre 1756 et 1789, le village d'Épeluche est identifié sous le nom d'Epluche. Il proviendrait du latin Spelunca signifiant « grotte » ou « caverne » qui a donné en occitan local espelucho.
La première mention écrite connue de Comberanche date du XIIIe siècle sous la forme L'Espital de Cumba Ayzencha, suivie en 1373 de Combayrencha puis en 1380 de Combeyranchia. Le nom est dérivé de l'occitan comba (« vallon ») ainsi que du latin adjacentia devenu « aisance » en français, signifiant d'abord « les environs » puis au Moyen Âge les dépendances d'un maison. Comberanche signifierait donc « les environs du vallon » ou les « dépendances du vallon ».
Le nom actuel de la commune est celui adopté lors de la fusion en 1820 des deux anciennes communes.
En occitan, la commune porte le nom de Combairancha e Espelucha.

## Histoire
Au XIIe siècle, Épeluche était le siège d'une vicomté dont le repaire est mentionné en 1226 (Castrum d'Espelucha),.
Comberanche est une ancienne commanderie des Hospitaliers de l'ordre de Saint-Jean de Jérusalem. Après les croisades, Comberanche devient une étape importante pour les pèlerins en route vers Compostelle.
Au début du XVIIe siècle, le château de la Fraisse est pillé et ravagé puis il est incendié en 1683.
En 1820, les communes de Comberanche et d'Épeluche fusionnent sous le nom de Comberanche-et-Épeluche.

## Politique et administration

### Rattachements administratifs et électoraux
Dès 1790, les communes de Comberanche et d'Épeluche sont rattachées au canton de Ribérac qui dépend du district de Ribérac jusqu'en 1795, date de suppression des districts. En 1801, ce canton dépend de l'arrondissement de Ribérac jusqu'en 1926, date à laquelle ce dernier est supprimé et ses communes rattachées à l'arrondissement de Périgueux,. Entre-temps, les deux communes ont fusionné en 1820 sous le nom actuel.
Les rattachements de Comberanche-et-Épeluche au canton et à l'arrondissement ne sont pas modifiés lors de la réforme cantonale de 2014 applicable lors des élections départementales de mars 2015, ni lors de la réorganisation des limites d'arrondissement de janvier 2017.

### Intercommunalité
Comberanche-et-Épeluche a d'abord fait partie de la communauté de communes du Ribéracois. Celle-ci est dissoute au 31 décembre 2013 et remplacée au 1er janvier 2014 par la communauté de communes du Pays Ribéracois, renommée en 2019 en communauté de communes du Périgord Ribéracois.

### Administration municipale
La population de la commune étant comprise entre 100 et 499 habitants au recensement de 2017, onze conseillers municipaux ont été élus en 2020,.

### Liste des maires

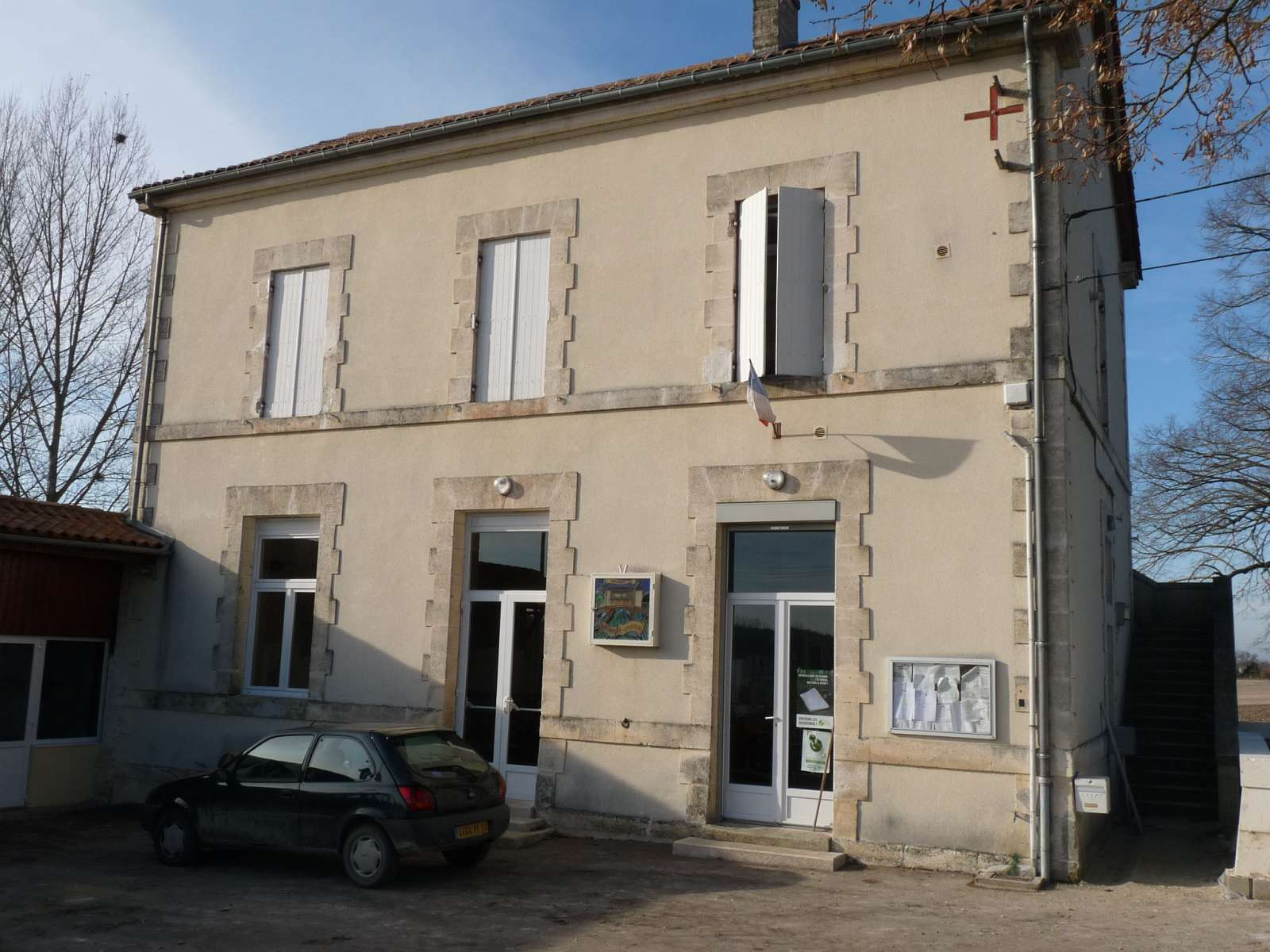
La mairie à Comberanche en 2010.

| Période                                  | Période   | Identité         | Étiquette | Qualité      |
| ---------------------------------------- | --------- | ---------------- | --------- | ------------ |
| Les données manquantes sont à compléter. |           |                  |           |              |
|                                          |           |                  |           |              |
| 1925                                     | 1927      | Manuel Matoses   |           |              |
|                                          |           |                  |           |              |
| 1989                                     | mars 2014 | Serge Olivier    | SE        | Retraité VRP |
| mars 2014 (réélue en mai 2020)           | En cours  | Murielle Cassier |           |              |

## Équipements et services publics

### Justice
Dans le domaine judiciaire, Comberanche-et-Épeluche relève : 
- du tribunal judiciaire, du tribunal pour enfants, du conseil de prud'hommes et du tribunal de commerce de Périgueux ;
- du pôle Nationalité du tribunal judiciaire de Périgueux (compétent uniquement dans le domaine de la nationalité) ;
- de la cour d'appel, du tribunal administratif et de la  cour administrative d'appel de Bordeaux.

## Population et société

### Démographie
Les habitants de Comberanche-et-Épeluche se nomment les Comberanchois ou les Épluchois.

#### Démographie d'Épeluche
Jusqu'en 1820, les communes de Comberanche et d'Épeluche étaient indépendantes.
| 1793 | 1800 | 1806 |
| ---- | ---- | ---- |
| 177  | 175  | 169  |

#### Démographie de Comberanche, puis de Comberanche-et-Épeluche
L'évolution du nombre d'habitants est connue à travers les recensements de la population effectués dans la commune depuis 1793. Pour les communes de moins de 10 000 habitants, une enquête de recensement portant sur toute la population est réalisée tous les cinq ans, les populations de référence des années intermédiaires étant quant à elles estimées par interpolation ou extrapolation. Pour la commune, le premier recensement exhaustif entrant dans le cadre du nouveau dispositif a été réalisé en 2007.

En 2022, la commune comptait 165 habitants, en évolution de −1,2 % par rapport à 2016 (Dordogne : +0,37 %, France hors Mayotte : +2,11 %).
| 1793 | 1800 | 1806 | 1821 | 1831 | 1836 | 1841 | 1846 | 1851 |
| ---- | ---- | ---- | ---- | ---- | ---- | ---- | ---- | ---- |
| 219  | 199  | 190  | 331  | 367  | 344  | 329  | 340  | 339  |

| 1856 | 1861 | 1866 | 1872 | 1876 | 1881 | 1886 | 1891 | 1896 |
| ---- | ---- | ---- | ---- | ---- | ---- | ---- | ---- | ---- |
| 334  | 301  | 309  | 271  | 292  | 288  | 251  | 268  | 249  |

| 1901 | 1906 | 1911 | 1921 | 1926 | 1931 | 1936 | 1946 | 1954 |
| ---- | ---- | ---- | ---- | ---- | ---- | ---- | ---- | ---- |
| 241  | 233  | 237  | 213  | 219  | 201  | 222  | 190  | 169  |

| 1962 | 1968 | 1975 | 1982 | 1990 | 1999 | 2006 | 2007 | 2012 |
| ---- | ---- | ---- | ---- | ---- | ---- | ---- | ---- | ---- |
| 177  | 161  | 142  | 128  | 130  | 120  | 169  | 176  | 166  |

| 2017 | 2022 | - | - | - | - | - | - | - |
| ---- | ---- | - | - | - | - | - | - | - |
| 168  | 165  | - | - | - | - | - | - | - |

### Manifestations culturelles et festivités
- Fête nautique sur la Dronne, le 4e week-end d'août, depuis 1924. En 2024, du 23 au 26 août, la commune fête le centenaire de cette manifestation, avec les traditionnels jeux nautiques et le défilé de bateaux fleuris. Un feu d’artifice est tiré pour clore ces temps forts. Un concours de pétanque a également eu lieu[63].

## Économie

### Emploi
En 2015, parmi la population communale comprise entre 15 et 64 ans, les actifs représentent 74 personnes, soit 44,6 % de la population municipale. Le nombre de chômeurs (dix) a légèrement diminué par rapport à 2010 (onze) et le taux de chômage de cette population active s'établit à 13,3 %.

### Établissements
Au 31 décembre 2015, la commune compte dix-huit établissements, dont neuf au niveau des commerces, transports ou services, trois dans l'agriculture, la sylviculture ou la pêche, trois dans la construction, deux dans l'industrie, et un relatif au secteur administratif.

## Culture locale et patrimoine

### Lieux et monuments
- L'église Saint-Jean-Baptiste de Comberanche datant du XIIe – XIIIe siècle. Ancienne chapelle de la commanderie des Hospitaliers de Saint-Jean de Jérusalem, elle est inscrite au titre des monuments historiques depuis 1981[49],[67].
- L'église Notre-Dame d'Épeluche date du XIIe siècle[68].
- Au sud de la route principale, logis de l'ancienne commanderie des Hospitaliers de Saint-Jean de Jérusalem de Comberanche, mentionnée au XIIIe siècle[69],[70].
- Au nord de la route principale, un autre logis des Hospitaliers de Saint-Jean de Jérusalem, puis des chevaliers de l'ordre de Malte, pourrait dater du XIVe siècle[71].
- Le moulin de Comberanche[72].
- Le moulin d'Épeluche[73].

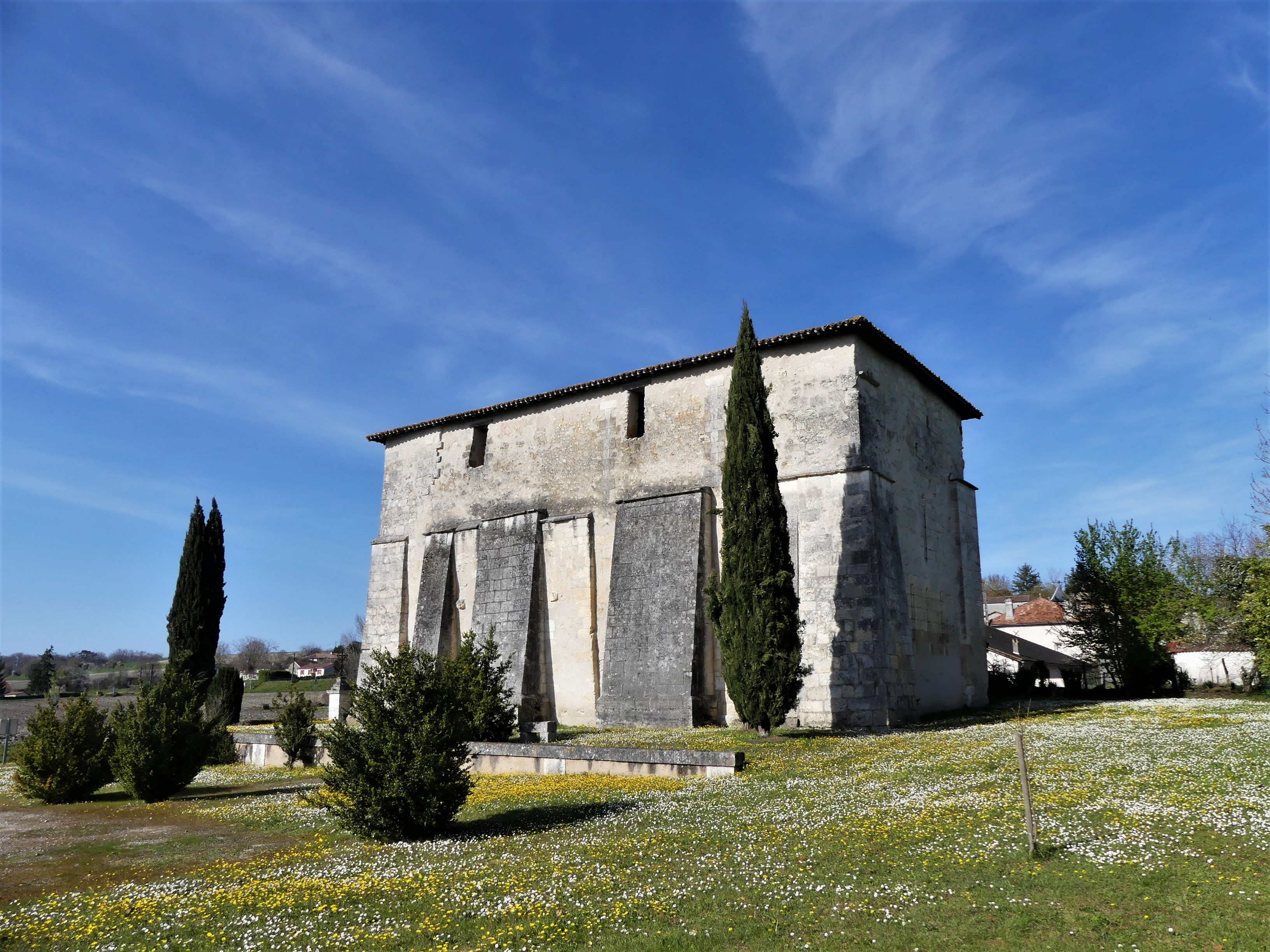
L'église Saint-Jean-Baptiste de Comberanche.
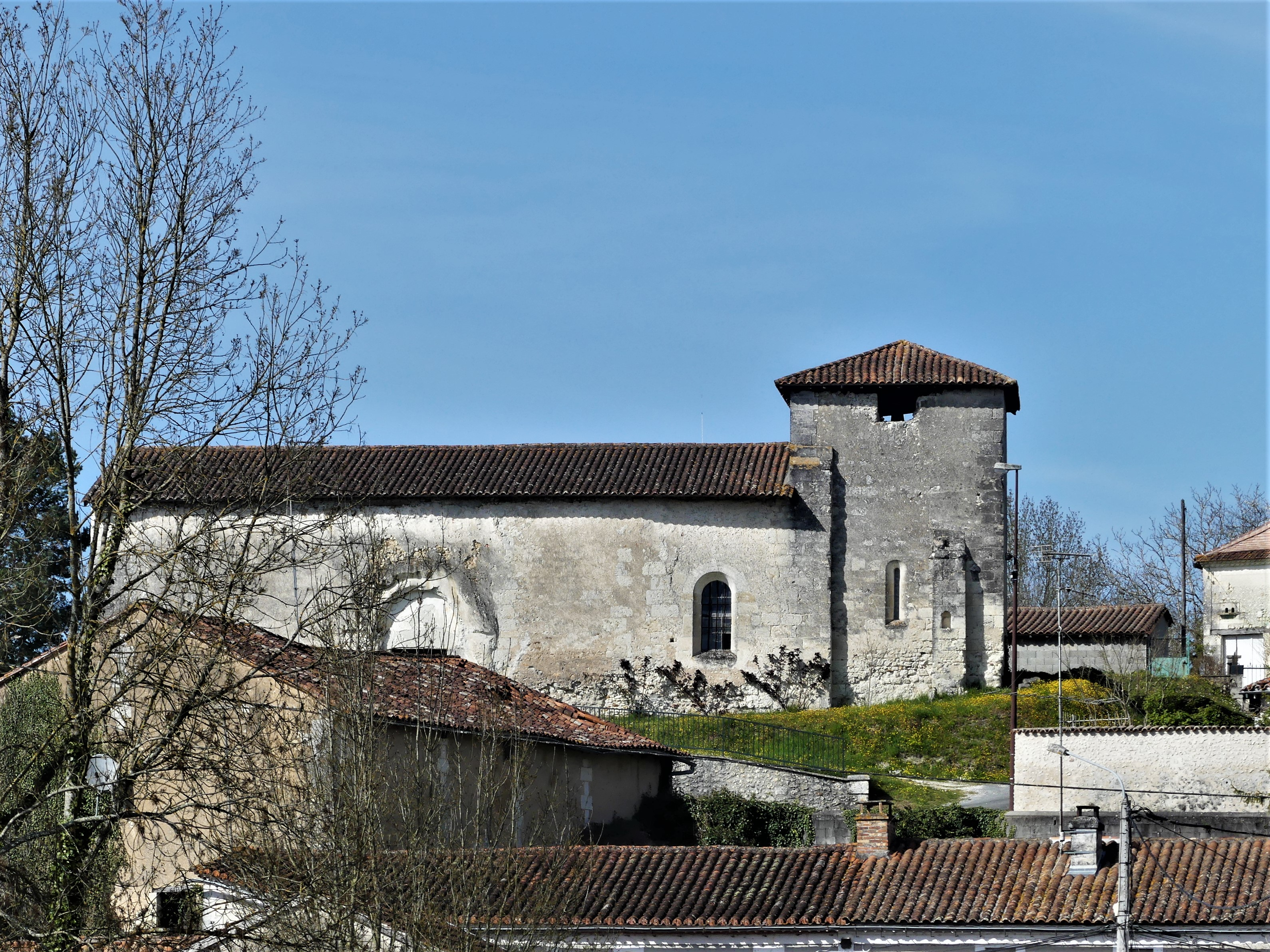
L'église Notre-Dame d'Épeluche.
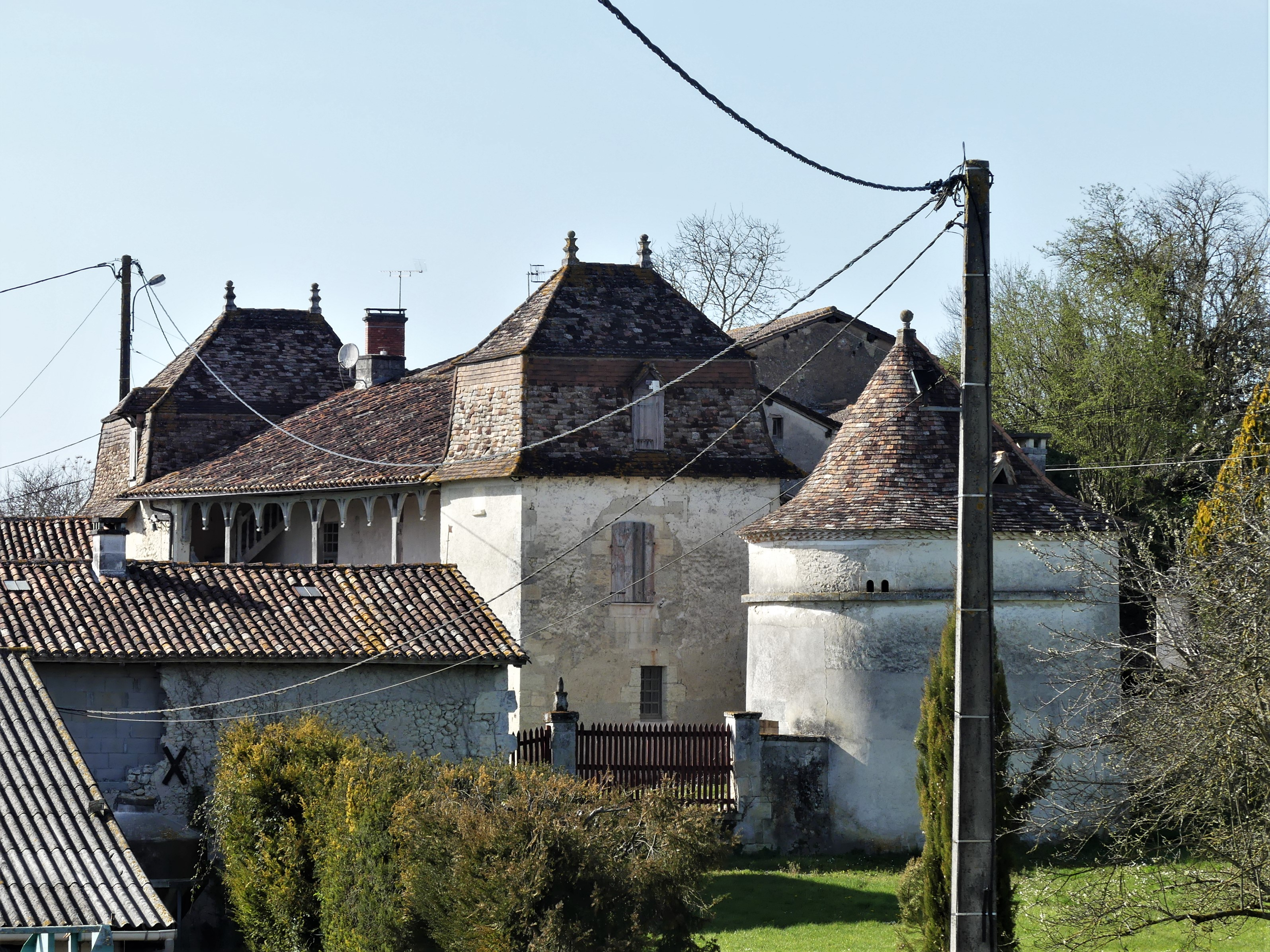
La commanderie de Comberanche (logis sud).
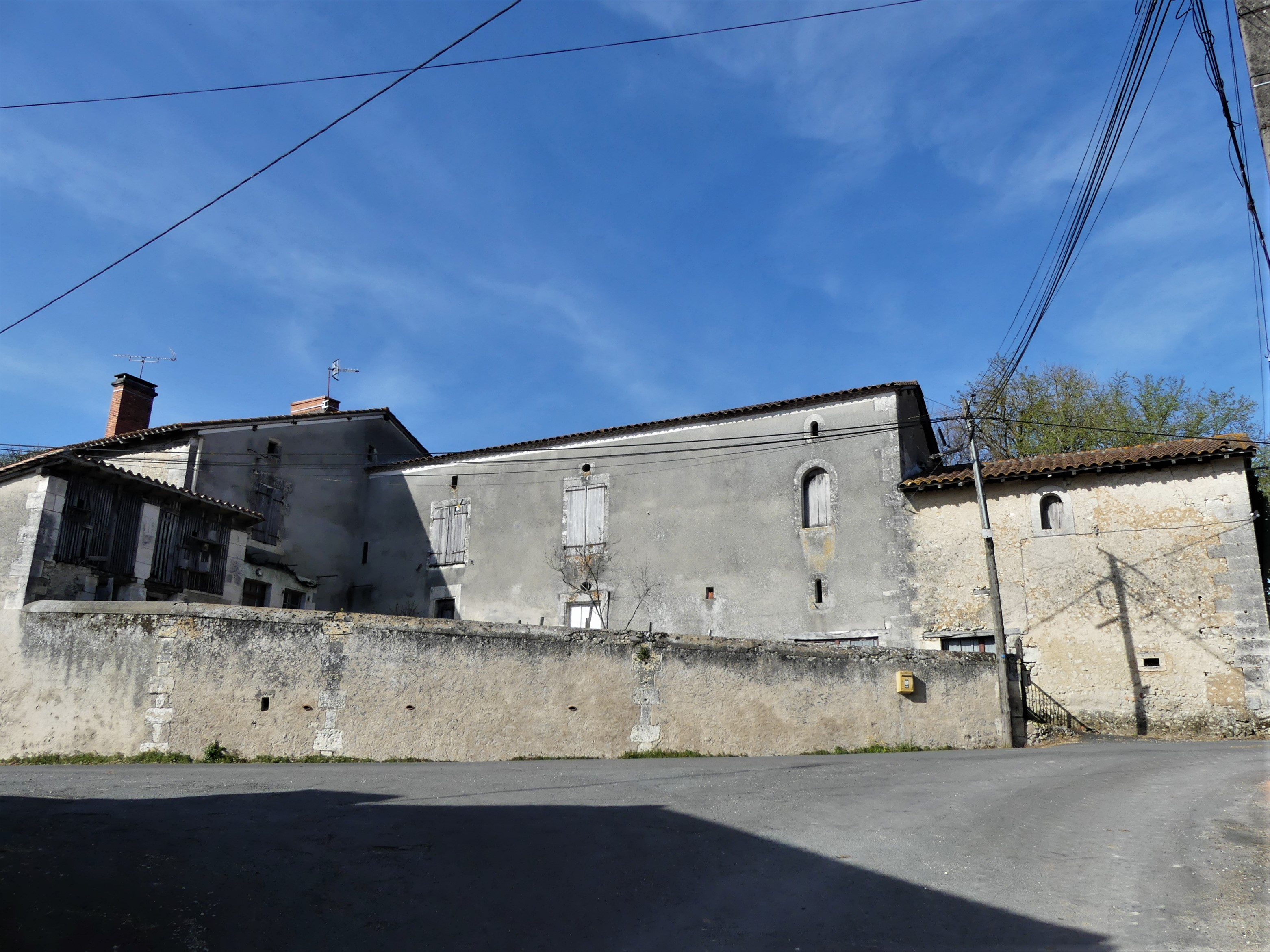
La commanderie de Comberanche (logis nord).
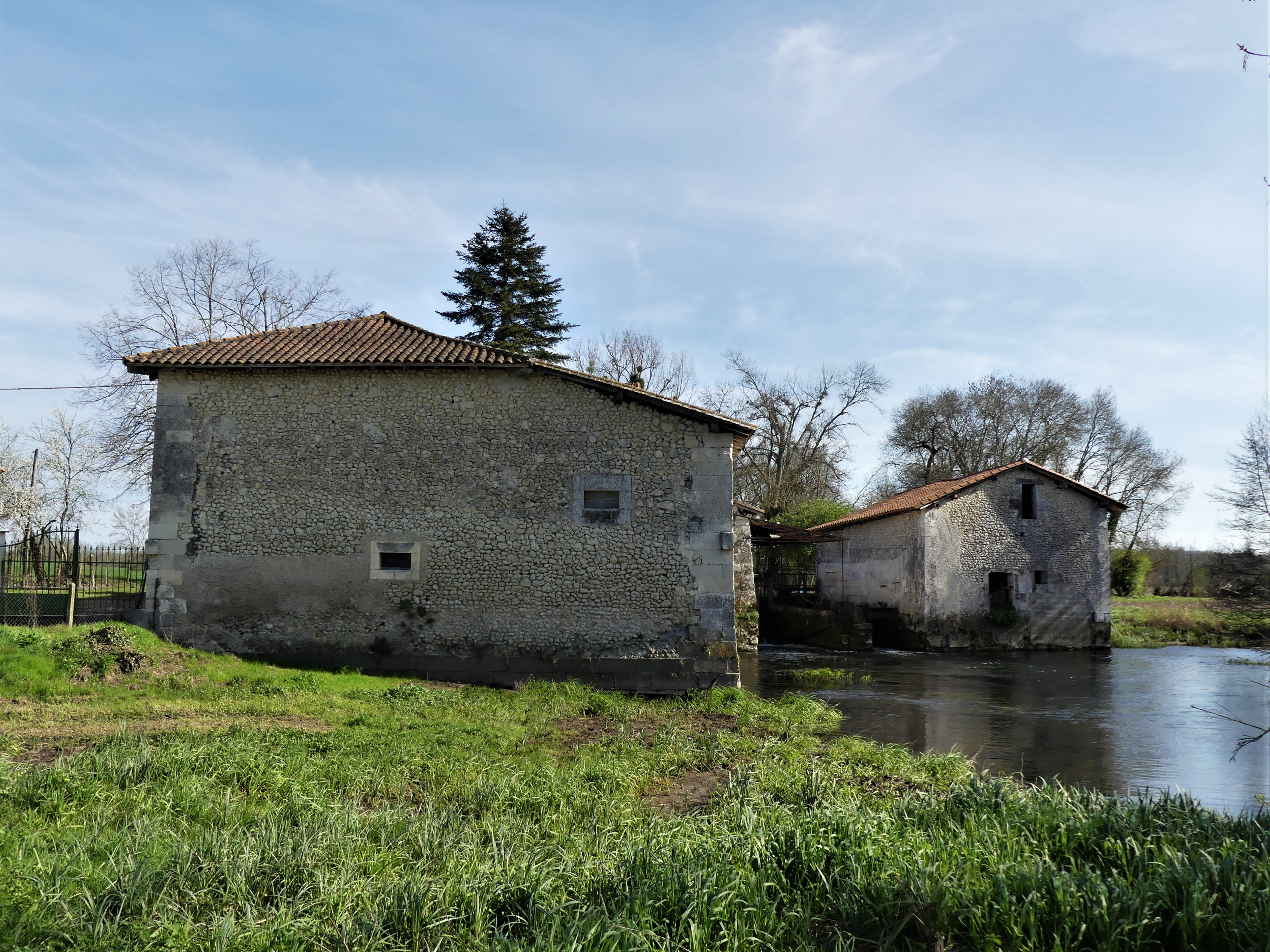
Le moulin de Comberanche.
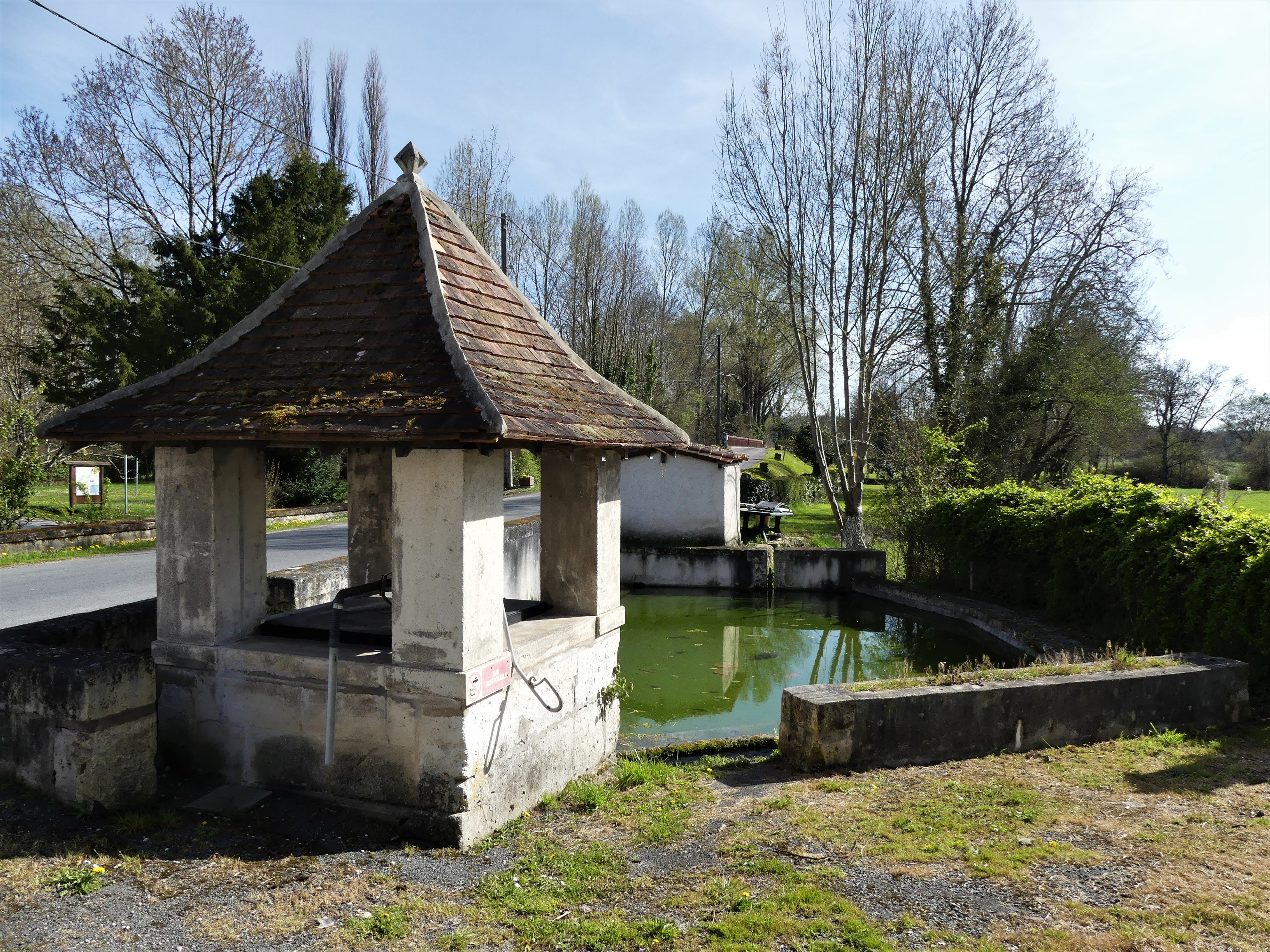
Fontaine-lavoir d'Épeluche.

## Pour approfondir